# Tunnel van Trou du Pont
De tunnel van Trou du Pont is een spoortunnel in de stad Verviers. De tunnel heeft een lengte van 151 meter. De dubbelsporige spoorlijn 37 gaat door de tunnel. De tunnel is via een overdekte galerij van 201 meter verbonden met de 152 meter lange tunnel van Palais-de-Justice.